# Pneumócito tipo II
O pneumócito tipo II é um tipo de célula encontrado no pulmão (pneumócito). Essas células são responsáveis pela produção e secreção de surfactante um tipo de substância de fosfolipídeo e proteínas que reduz a tensão superficial alveolar. Impedindo a aproximação das moléculas de água e colabamento dos alvéolos pulmonares, esse tipo de pneumócito é produzido a partir do sexto mês de vida.